# Stonarov
Stonarov (en alemany: Stannern) és una vila (městys) del districte de Jihlava, a la regió de Vysočina, a la República Txeca. La seva població s'elevava a 1.075 habitants l'any 2018.

## Geografia
Stonařov es troba a 8 km a l'est de Třešť, a 13 al sud de Jihlava i a 121 al sud-est de Praga.
El municipi és limitat per Čížov al nord, per Brtnice a l'est, per Dlouhá Brtnice al sud, i per Otín i Suchá a l'oest.

## Història
El poble va ser fundat al final del segle XII. Els primers documents escrits mencionen Stonarov l'any 1347. Vint anys més tard, se li atribuïa els privilegis d'un cantó. L'any 1530, els propietaris del poble el venen a Jihlava. La població alemanya va ser estat expulsada després de la Segona Guerra Mundial després dels decrets Benes. Stonarov té l'estatut de městys des del 10 d'octubre de 2006 de 2016.

## Personalitats
- Arthur Seyss-Inquart (1892-1946), polític austríac, alt responsable nazi